# قمرود (قم)
قمرود، روستایی از توابع بخش مرکزی شهرستان قم در استان قم است . با فاصله حدود ۲۰ کیلومتری شهر قم و در مجاورت اتوبان قم-گرمسار که در دوران باستان در مسیر جاده ابریشم قرار داشته.

## جمعیت
این روستا در دهستان قمرود قرار داشته و براساس سرشماری سال ۱۳۸۵جمعیت آن ۱٬۹۲۲نفر (۴۴۳خانوار) بوده‌است.

## تاریخ و فرهنگ
به طور کلی منطقه قمرود جزو مناطقی در جهان که سکونت گاه و محل تردد انسان ها در سال های پیش از میلاد بوده است و آثار تاریخی متنوعی در دوره های تاریخی مختلف (به صورت پراکنده در منطقه) را شامل می شود که آثاری همچون قره تپه قمرود گواه این قضیه میباشد
مناطق وسیعی از ایران دارای آثار تمدن باستان است. منطقه قمرود یکی از آن مناطق است که عناصری را از روزھای محدوده اولیه حضور تمدن در خود حفظ کرده است. اولین نیایش گاه ھای باستانی در فلات ایران در این منطقه ساخته شده اند. برخی از مورخان بنای اولیه این محدوده را به اسکندر، بھرام گور، طھمورث، لھراسپ، قباد ساسانی، یزدگرد سوم و چند تن دیگر، نسبت داده اند و در این مورد اختلاف نظر وجود دارد. باستان شناسانی چون رومن گیرشمن ، قم را قدیمی ترین منطقه ای می داند که انسان در آن جا استقرار یافته و تمدن ھای اولیه را پی ریزی کرده اند. نتایج جدید باستان شناسی نیز قدمت منطقه قمرود را به بیش از ٧٠٠٠ سال پیش می رسانند. باستان شناسان ادعا می کنند به علت وجود رودخانه قمرود و وجود شاه راه مواصلاتی جاده ابریشم از دوران ھای اولیه تاریخی میزبان تمدن ھای شکوفایی بوده است. در این منطقه تا کنون حدود ١٣٠ اثر باستانی عمدتا متعلق به دوران ساسانی و اشکانی شناسایی شده است.

## اقتصاد
شغل مردم دهستان قمرود اغلب کشاورزی است و بخشی از مردم هم به دامداری میپردازند این دهستان یکی از مهمترین قطب های کشاورزی و دامداری استان قم به شمار میرود در گذشته بخش عمده ای از آب کشاورزی این دهستان به وسیله قنوات و رودخانه قمرود تامین میشده اما به مرور زمان و کم شدن بارش ها و با احداث سد پانزده خرداد در جنوب این رودخانه استفاده کشاورزان از رودخانه متوقف شده و امروزه به وسیله سفره های زیر زمینی آب کشاورزی تامین میشود.
محصولات این روستا را اغلب جو و یونجه تشکیل میدهند اما در دهه های اخیر کاشت پسته به شدت در این دهستان رشد داشته و اکثر کشاورزان به سمت باغداری با درختان مقاوم در برابر خشکسالی روی آورده اند و لازم به ذکر است که طی سنوات گذشته کشت گندم تقریبا به کلی از صنعت کشاورزی این دهستان خارج شده است.
در سال های اخیر زنان این روستا به شغل های خانگی روی آورده اند و مشاغل خانگی در دهستان قمرود به شدت گسترش یافته و فراگیر شده